# Besnoitia
Besnoitia ist eine Gattung parasitischer Einzeller. Endwirt sind, soweit bislang bekannt, ausschließlich Katzen. Bei ihnen findet die geschlechtliche Vermehrung und Sporulation statt. Die Oozyste enthält zwei Sporozysten mit je vier Sporozoiten. Im Gegensatz zu Toxoplasma gondii sind die Vertreter für den Endwirt aber nicht krankheitsauslösend.
Schadwirkung entfalten Besnoitia-Arten nur im Zwischenwirt, bei denen die ungeschlechtliche Vermehrung (Schizogonie) im Bindegewebe, vor allem dem der Haut stattfindet, wodurch es zu Hautverdickung und Haarausfall kommt. Diese Gewebszysten sind 0,18–0,22 mm × 0,28–0,32 mm groß und enthalten Bradyzoiten, die von einer dicken Kapsel umgeben sind. Als Zwischenwirte fungieren Huftiere, aber auch bei Nagetieren, Primaten und Reptilien wurden Besnoitia-Arten nachgewiesen. Von besonderer tiermedizinischer Bedeutung ist Besnoitia besnoiti, der Erreger der Besnoitiose bei Rindern.

## Arten
- Besnoitia akodoni
- Besnoitia bennetti
- Besnoitia besnoiti
- Besnoitia caprae
- Besnoitia darlingi
- Besnoitia jellisoni
- Besnoitia neotomofelis
- Besnoitia oryctofelisi
- Besnoitia tarandi